# واد النسا
واد النسا
1-هو اسم لواد بالقرب من القرارة في ولاية غرداية ينبع من ولاية الأغواط
2-هو اسم واد سيباو من جهة دلس 
3-هو اسم لواد قرب بلدة الحروش بـ ولاية سكيكدة مع إضافة اسم سطورا اليه 